# Itzamna
Itzamna é a principal divindade da mitologia maia, governante do céu e da terra, criador da escrita e do calendário. Na língua maia, Itzamna significa "casas de lagartos". Diferente de outros deuses de outras mitologias, em relação à Itzamna não é dito nada sobre violência ou guerra, era representado como um pássaro no céu, ou como um velho escriba na terra, e os maias colhiam o orvalho para suas cerimônias religiosas pensando ser as lágrimas de Itzamna.